# Ashama ibn Abdżar
Zasugerowano, aby zintegrować ten artykuł z artykułem Armah (dyskusja). Nie opisano powodu propozycji integracji.
Ashama ibn Abdżar (arab. ‏أصحمة بن أبجر‎, amh. ነጋሽ) – według arabskich źródeł był władcą Królestwa Aksum, rządzącym na początku VII wieku. Według tradycji miał udzielić schronienia kilku wyznawcom religii Mahometa, przybyłym z Arabii w 613 lub 615 roku, wskutek prześladowania ze strony przeciwnej islamowi arystokracji mekkańskiej. Podróż pierwszych muzułmanów do Afryki znana jest również jako Mała Hidżra lub Pierwsza Hidżra.

## Kwestia imienia władcy
Arabowie tytułowali Ashamę określeniem „an-Nadżaszi” (النجاشي), co w wariancie „an-Negasz” koresponduje z aksumskim tytułem „negus”, oznaczającym króla. Z kolei imię „Ashama” koresponduje z innym imieniem pochodzącym z języka gyyz, „Ella-Seham”, lub „Sahama”. Sahama był aksumskim królem znanym z monet wybijanych na jego zlecenie. Według części historyków i etiopistów, wspomniany przez Arabów Ashama jest tak naprawdę tożsamy z innym władcą Aksum, Armahem. Według innych teorii był jego ojcem lub synem.

## Tradycja islamska
Ze względu na prześladowania ówczesnych arabskich przywódców w Mekce, część pierwszych muzułmanów wyemigrowała poprzez Morze Czerwone do Aksum. W odpowiedzi arabscy przywódcy wysłali Amr Ibn al-Asa, aby przyprowadził ich z powrotem do Mekki. Amr był przyjacielem Ashamy i miał jednocześnie dobre stosunki z Abu Sufjanem Ibn Harbem, późniejszym przywódcą Kurajszytów. Ashama wykazał cierpliwość i kazał sahabie Dżafarowi ibn Abi Talibowi wyrecytować kilka fragmentów z Koranu, na temat Marii, matki Jezusa. Według biografa Mahometa, żyjącego w IX wieku, Ibn Hiszama, władca Aksum, oraz jego chrześcijańscy duchowni z najbliższego otoczenia byli tak wzruszeni przeczytanym fragmentem, że zaczęli wylewać łzy. To miało zadecydować o stanięciu Ashamy na stanowisku, aby nie oddawać muzułmańskich uchodźców w ręce Amra Ibn al-Asa. Następnego dnia Amr starał się zasiać niezgodę pomiędzy królem, a będącymi pod jego opieką uciekinierami z Arabii. Amr obiecał Dżafarowi i pozostałym muzułmanom, że spowoduje podział pomiędzy nimi, a ich opiekunem. W tym celu przybył na dwór Ashamy i domagał się w jego obecności, aby muzułmanie ujawnili swoje poglądy na temat natury Chrystusa. Dla władcy Aksum była to problematyczna kwestia, ponieważ Jezus nie jest w Koranie uznawany jako Syn Boży. Amr wytłumaczył, że Jezus w islamie jest uznawany tylko jako wysłannik Boga, słowo boże, oraz syn cudownie zrodzony z Marii Dziewicy. W odpowiedzi na te zarzuty, Ashama miał powiedzieć: „Na Boga. Jezus nie jest niczym więcej nad to, co mi opisałeś”. Następnie oświadczył, że muzułmanie mogą żyć w Aksum tak długo jak chcą. Według tradycji muzułmańskiej król miał przejść na islam. Według hadisy, Mahomet obwieścił śmierć Ashamy jeszcze tego samego dnia, w którym zmarł, co miało świadczyć o cudownych zdolnościach proroka. Według niektórych źródeł król Aksum był obecny podczas jednego ze ślubów Mahometa.

## List od Mahometa
W liście Mahometa do króla Aksum, Mahomet poprosił go, żeby wraz ze swymi ludźmi przeszedł na islam. Kiedy list przedstawiono Ashamie, ten umieścił pergamin nad swoim okiem, upadł na ziemię i wyznał wiarę w Allaha. Mahomet poprosił również króla o odesłanie muzułmańskich uchodźców z powrotem. Powrócili do Arabii w siódmym roku ery muzułmańskiej, czyli w 628 lub 629 roku po Chrystusie. Mieli się oni później spotkać z Mahometem w Hajbarze. Ashama zmarł podczas radżabu w 630 roku, wkrótce po zdobyciu Tabuku przez muzułmanów.